# Khmelevka
Khmelevka (en rus: Хмелевка) és un poble (un possiólok) de l'óblast de Saràtov, a Rússia, segons el cens del 2010 tenia 349 habitants. Pertany al districte municipal de Saràtov.